# Joël van Kaam
Joël van Kaam (Delfzijl, 8 maart 2002) is een Nederlands-Braziliaans voetballer die doorgaans als middenvelder speelt. Hij stroomde in 2020 door vanuit de jeugd van FC Groningen.

## Carrière
Van Kaam speelde in de jeugd van VV Appingedam tot hij in 2013 de overtap maakte naar de jeugdopleiding van FC Groningen. Op 12 juli 2019 tekende hij zijn eerste profcontract bij de club, hij tekende voor 2 jaar met een optie voor nog een jaar. Nadat hij al regelmatig bij de selectie van het eerste elftal had gezeten debuteerde hij op 8 november 2020 op het hoogste niveau in de met 2-0 verloren uitwedstrijd tegen Feyenoord, hij verving Remco Balk in de 66e minuut. Een week later in de thuiswedstrijd tegen Vitesse kreeg hij ook meteen zijn eerste basisplaats.

### K.v.v. Quick Boys
Van Kaam tekende in 17 februari 2025 een contract bij K.v.v. Quick Boys. Hij tekende voor één seizoen, met een optie voor een extra jaar.

## Clubstatistieken
| Seizoen                        | Club              | Land           | Competitie     | Competitie | Competitie | Beker | Beker | Overig | Overig | Totaal | Totaal |
| Seizoen                        | Club              | Land           | Competitie     | Wed.       | Dlp.       | Wed.  | Dlp.  | Wed.   | Dlp.   | Wed.   | Dlp.   |
| ------------------------------ | ----------------- | -------------- | -------------- | ---------- | ---------- | ----- | ----- | ------ | ------ | ------ | ------ |
| 2020/21                        | FC Groningen      | Nederland      | Eredivisie     | 6          | 0          | 0     | 0     | –      | –      | 2      | 0      |
| 2021/22                        | FC Emmen          | Nederland      | Eerste Divisie | 13         | 0          | 2     | 0     | –      | –      | 15     | 0      |
| 2024/25                        | ACV Assen         | Nederland      | Tweede Divisie | 26         | 2          | 1     | 0     | –      | –      | 27     | 2      |
| 2025/26                        | K.v.v. Quick Boys | Nederland      | Tweede Divisie | 1          | 0          | 0     | 0     | –      | –      | 1      | 0      |
| Carrièretotaal                 | Carrièretotaal    | Carrièretotaal | Carrièretotaal | 46         | 2          | 3     | 0     | 0      | 0      | 49     | 1      |
| Bijgewerkt op 18 augustus 2025 |                   |                |                |            |            |       |       |        |        |        |        |

## Erelijst

### FC Emmen
| Nationaal      |    |         |
| Eerste divisie | 1x | 2021/22 |

## Persoonlijk
Joël van Kaam is de jongere broer van Daniël van Kaam, tevens voetballer bij FC Groningen. Toen Joël op 8 november 2020 zijn debuut maakte in het eerste elftal voegden zij zich in een bijzonder rijtje van broers die samen speelden in het eerste elftal van FC Groningen, de enige anderen die dit deden waren Erwin & Ronald Koeman, Leandro & Juninho Bacuna en Dominique & Gregoor van Dijk.